# Immigration, Réfugiés et Citoyenneté Canada
Immigration, Réfugiés et Citoyenneté Canada (IRCC) (anglais : Immigration, Refugees and Citizenship Canada) (nom légal : ministère de la Citoyenneté et de l'Immigration) est, au Canada, le ministère responsable des programmes et des services d’immigration, d’établissement, de réinstallation et de citoyenneté.

## Mission
Le ministère développe des politiques et agit notamment pour :
- faciliter la venue et l'intégration des personnes en provenance de l'étranger de manière à optimiser leur apport à la société canadienne ;
- protéger les réfugiés et les personnes ayant besoin de protection et de sécurité ;
- renforcer les valeurs associées à la citoyenneté canadienne et promouvoir les droits et les responsabilités qui y sont attachées ;
- sensibiliser les Canadiens et accroître la compréhension interculturelle tout en favorisant la création d'une société intégrée qui offre des chances égales pour tous ;
- favoriser l'adoption dans le monde de politiques migratoires qui concourront aux objectifs du Canada en matière d'aide humanitaire et d'immigration.

IRCC a un grand réseau des Centres d'immigration à travers le Canada et dans un nombre des ambassades et missions diplomatiques canadiens, des hauts-commissariats canadiens et des consulats canadiens. Récemment, Service Canada a commencé de prendre contrôle de certains opérations domestiques du ministère, pendant que l'Agence des services frontaliers du Canada a pris contrôle de l'exécution et le contrôle d'entrée aux aéroports et autres points d'entrées au Canada.
IRCC est encore responsable pour l'établissement de la politique d'immigration du Canada et de l'exécution du processus des applications pour la résidence permanente et temporaire, la protection des réfugiés et les applications pour la citoyenneté canadienne.

## Historique
En octobre 1868, des représentants fédéraux et provinciaux se rencontrent pour la première fois afin de discuter de questions d'immigration et de leurs responsabilités respectives à l'égard des immigrants. S'appuyant sur plusieurs décennies d'expérience coloniale, les délégués préparent des plans pour améliorer l'administration de l'immigration, en prévision de l'arrivée d'immigrants des îles Britanniques et d'Europe dans le nouveau Dominion. Le Cabinet fédéral approuve les décisions prises à cette rencontre par voie de décret, le 18 décembre 1868.

### Création du ministère de la Citoyenneté et de l'Immigration (1994)
La loi constituant le ministère de la Citoyenneté et de l'Immigration et modifiant certaines lois en conséquence est sanctionnée le 23 juin 1994. L'adoption de cette loi créé une situation paradoxale où deux ministres fédéraux portent simultanément la mention de l'immigration dans leur titre officiel :
- le ministre de la Citoyenneté et de l'Immigration, qui a effectivement la responsabilité de l'immigration[3] ;
- le ministre de l'Emploi et de l'Immigration (qui en l'occurrence n'a plus de responsabilités sur l'immigration).

Identiquement, deux ministres portaient la mention de la citoyenneté dans leur titre officiel :
- le ministre de la Citoyenneté et de l'Immigration, qui a effectivement la responsabilité de la citoyenneté[3] ;
- le ministre du Multiculturalisme et de la Citoyenneté.

La situation est corrigée le 12 juillet 1996 lors de la dissolution du ministère de l'Emploi et de l'Immigration, remplacé par le ministère du Développement des ressources humaines et de la dissolution du ministère du Multiculturalisme et de la Citoyenneté, remplacé par le ministère du Patrimoine canadien.

## Crise dans le regroupement familial: augmentation des délais d'attente au Québec
(avril 2024).
Au Québec, le système est tendu par la disparité entre le nombre de demandes et les places disponibles pour la réunification familiale. La province de Québec a établi des plafonds d'admission pour le regroupement familial, qui ont presque été atteints cette année. Cela a empêché le gouvernement fédéral d'accélérer le traitement des demandes sans dépasser les quotas fixés par le gouvernement de Legault.Les délais d'attente pour parrainer un conjoint vivant à l'étranger ont doublé par rapport aux autres provinces du Canada, passant de 27 à 33 mois, presque trois ans, tandis qu'ils restent à 13 mois dans les autres provinces. Cette augmentation des délais d'attente est due à une limite du nombre de places disponibles pour la réunification familiale au Québec, ce qui fait que le nombre de familles en attente augmente, atteignant 38 800 en juillet.
Le Ministère de l'Immigration du Québec a exprimé sa compréhension pour le stress que ces retards causent aux familles et a attribué la responsabilité au gouvernement fédéral. Le traitement des dossiers après l'émission des certificats de sélection du Québec relève de la responsabilité du gouvernement fédéral, qui admet les personnes selon les objectifs fixés par le Québec. Le gouvernement fédéral, à son tour, fait face à ses propres défis avec des retards importants dans ses programmes, comme le souligne le rapport du vérificateur général du Canada.Les critiques de l'opposition soutiennent que le gouvernement de Legault a la capacité d'agir pour réduire l'attente de milliers de familles. Cependant, avec le plafond d'admission presque atteint, le gouvernement fédéral a du mal à accélérer les demandes sans dépasser les quotas. Cela a conduit à des critiques de la part des porte-parole de l'opposition en matière d'immigration, qui suggèrent que les délais vont continuer à augmenter et présentent le risque de poursuites judiciaires pour des retards excessifs.
Monsef Derraji, porte-parole du Parti Libéral en matière d'immigration, qualifie la situation d'inhumaine, mettant en lumière la difficulté émotionnelle des familles séparées et remettant en question l'insistance du gouvernement provincial. De plus, les membres de collectifs tels que Québec réunifié soulignent l'importance pour la population de comprendre que le regroupement familial pourrait toucher n'importe qui à l'avenir.Les experts suggèrent que le gouvernement du Québec pourrait modifier les pourcentages de ses seuils d'immigration, en diminuant la part des immigrants économiques et en augmentant celle de la réunification familiale, une catégorie qu'ils considèrent comme ayant été oubliée dans le plan d'immigration, mais qui est essentielle pour la société.

### Le cas de Laurianne Lachapelle
Confrontée au retard et à l'incertitude de l'arrivée de son mari, et après être tombée enceinte, Lachapelle a pris la douloureuse décision d'avorter. Elle explique : « Ce n'était pas mon choix car si mon mari avait eu la chance de venir au Québec, notre famille aurait commencé maintenant. Je ne pouvais pas imaginer vivre ma grossesse seule. C'était quelque chose que nous voulions vivre ensemble. J'y pense tous les jours et ça fait mal. C'était un choix terrible que j'ai dû faire" »
Un cas qui a mis en évidence des tensions dans les systèmes d'immigration du Canada et de potentielles allégations de discrimination est celui de Laurianne Lachapelle. Cette Québécoise attend depuis plus d'un an l'arrivée au Canada de son mari, originaire du Guatemala, par le biais d'un programme de parrainage. En raison de longs délais d'attente, Laurianne s'est retrouvée à reconsidérer sa résidence au Québec, faisant face à des décisions personnelles extrêmement difficiles, y compris l'avortement.
Lachapelle a épousé un Guatémaltèque en janvier 2022. En août de la même année, elle a déposé une demande dans le cadre du programme de parrainage d'un conjoint ou partenaire résidant à l'étranger. Initialement, le temps d'attente estimé était de 13 mois, mais un an plus tard, cette période a doublé, atteignant au moins 33 mois,.
Selon les données fournies par le Journal de Montréal en juillet, environ 37 000 demandes de parrainage précédemment approuvées par le Québec étaient en attente de traitement. Ce chiffre contraste avec un objectif d'admission annuelle d'environ 10 600 personnes.